# ایستگاه متروی شهید مطهری
ایستگاه متروی شهید مطهری ششمین ایستگاه خط ۱ متروی شیراز است که در زیر گذر شهید مطهری (زرگری) واقع شده و با مساحت ۴۷۸۸ مترمربع و عمق ایستگاه ۱۴/۵ متر از نوع عمیق (۲طبقه)، سکو طرفین دارای ۲ دروازه ورودی، خروجی می‌باشد 
ایستگاه شهید مطهری در ۲۲ بهمن سال۱۳۹۴ با حضور محمدباقر نوبخت،رئیس سازمان مدیریت و برنامه‌ریزی کشور و سخنگوی دولت به بهره‌برداری رسید.

## مسیرهای ایستگاه
- خیابان قصردشت
- بولوار شهید مطهری (زرگری)

## محله های ایستگاه
- قصردشت
- زرگری
- ولیعصر